# Штоммельн
Штоммельн — район міста Пульгайм в районі Рейн-Ерфт на північний захід від Кельна. З понад 8500 жителями та площею близько 11,9 км² Стоммельн є другою за чисельністю населення та найбільшою частиною муніципалітету після Пульхайма.

## Географія
Центр міста знаходиться на краю сухої середньої тераси, де Stommeler Bach увійшов у вологу нижню терасу Рейну, яка була сформована старими річковими каналами.